# Cantón de Ginestas
El cantón de Ginestas era una división administrativa francesa, que estaba situada en el departamento de Aude y la región de Languedoc-Rosellón.

## Composición
El cantón estaba formado por catorce comunas:
- Argeliers
- Bize-Minervois
- Ginestas
- Mailhac
- Mirepeisset
- Ouveillan
- Paraza
- Pouzols-Minervois
- Roubia
- Sainte-Valière
- Saint-Marcel-sur-Aude
- Saint-Nazaire-d'Aude
- Sallèles-d'Aude
- Ventenac-en-Minervois

## Supresión del cantón de Ginestas
En aplicación del Decreto n.º 2014-204 de 21 de febrero de 2014, el cantón de Ginestas fue suprimido el 22 de marzo de 2015 y sus 14 comunas pasaron a formar parte del nuevo cantón del Sur del Minervois (de marzo de 2015 a enero de 2016 llamado Cantón de Sallèles-d'Aude).